# Leányka
A leányka egy magyar minőségi fehérborszőlő-fajta. Erdélyből vagy Moldvából származik. Az elterjedtségi sorrendben a tizedik helyen áll. Elsősorban Közép- és Kelet-Európában termesztik.

## Leírása
A nagyüzemi termesztéstechnológia , a gépi szüretelés nem felelt meg a fajta igényeinek és ezért a 80-as évektől jelentősége csökkent. A korábban telepített ültetvényekből még ma is sokat művelnek, mert a Leányka tűrőképessége sokoldalú, tőkéi hosszú életűek.
Tőkéje erőteljes fejlődésű. Meghálálja a combművelést, karós támberendezést igényel. Nagyszámú vastag, világosbarna vesszőt nevel. Levele csupasz, fényes, erősen tagolt, nyílt váll- és oldalöblű.
Átlagos évjáratban már szeptember első felében érik. Szüretelési időpontja mégis erősen függ az évjárattól, mert vékony bogyóhéja miatt rothadásérzékeny. Különösen esős időben napok alatt képes szinte lefolyni a tőkékről.
Szeszélyes, „rugós fajta”. Fürtje kicsi, vállas, tömött.
Fagytűrőképessége jó. A nagyüzemi termesztés körülményi között az amúgy kielégítően termő fajtát csekély termőképességűnek minősítették. Mindehhez hozzájárult erélyes növekedése, amit fokozott a korszak nagy nitrogéntrágyázása. így a tőketerhelés miatt nem adott megfelelő minőséget.
Bora gyakran nektárillatú, testes, de kissé lágy.
A Mátraaljai, az Egri, a Bükkaljai, Neszmélyi, Móri borvidéken elterjedt.
Telepíthető klónja: E. 99 (E = Eger).

## Fajtái, változatai
Belföldön híresebb fajtái az egri leányka és a móri leányka.
Az egri leánykát szárnyasokhoz, borjú- és báránysülthöz ajánlják .
A Felvidéken divatos a pozsonyi leányka és a peszeki leányka.